# William Cavendish, VI duca di Devonshire
William Cavendish, VI duca di Devonshire (Parigi, 21 maggio 1790 – Hardwick Hall, 18 gennaio 1858), è stato un nobile e politico inglese, appartenente al partito Whig.

## Biografia

### Giovinezza ed educazione
Cavendish, che ebbe il titolo di Marchese di Hartington dalla nascita al 1811, nacque a Parigi. Il giovane William studiò prima alla Harrow School di Londra e poi al Trinity College di Cambridge. La madre morì nel 1806, il padre nel 1811. Alla morte del padre, William Cavendish divenne il sesto Duca di Devonshire, a soli ventuno anni. Con il titolo, Cavendish ereditò anche un grande patrimonio composto da otto Stately homes, grandi magioni simbolo della potenza delle maggiori famiglie inglesi, e circa 200.000 acri di terreno.

### Carriera politica

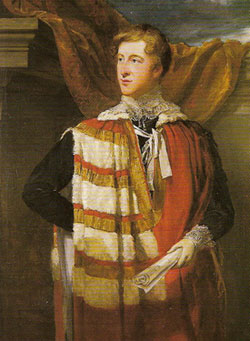
Ritratto di William Cavendish, VI duca di Devonshire
George Hayter, Chatsworth House

Politicamente, il sesto Duca si schierò, come era tradizione nella sua famiglia, con il partito Whig. Supportò infatti l'Emancipazione cattolica, si schierò contro la schiavitù coloniale e propose una riduzione delle ore di lavoro nelle fabbriche.
Ricoprì la carica di Lord Ciambellano sotto i governi di George Canning e di Lord Goderich dal 1827 al 1828 ed in seguito sotto i governi di Lord Grey e di Lord Melbourne (entrambi suoi cugini per matrimonio) dal 1830 al 1834. Nel 1826 venne inviato come ambasciatore straordinario in Russia per l'incoronazione dello zar Nicola I mentre nel 1827 entrò a far parte del Consiglio privato e fu nominato cavaliere dell'Ordine della Giarrettiera.
Devonshire fu inoltre Lord Luogotenente di Derbyshire tra il 1811 e il 1858 ed ebbe l'onore, in quanto uno dei maggiori pari del regno, di portare il Globo crucigero durante l'incoronazione di re Giorgio IV nel 1821.
Devonshire fu molto amico del Principe Reggente e conobbe personalmente personaggi come Antonio Canova e Charles Dickens. Il Duca fu, nella vita privata, un interessato amante della botanica e concesse numerosi privilegi e favori a varie associazioni di studio di botanica, sinché nel 1838 non divenne Presidente della Royal Horticultural Society.

### Banane Cavendish

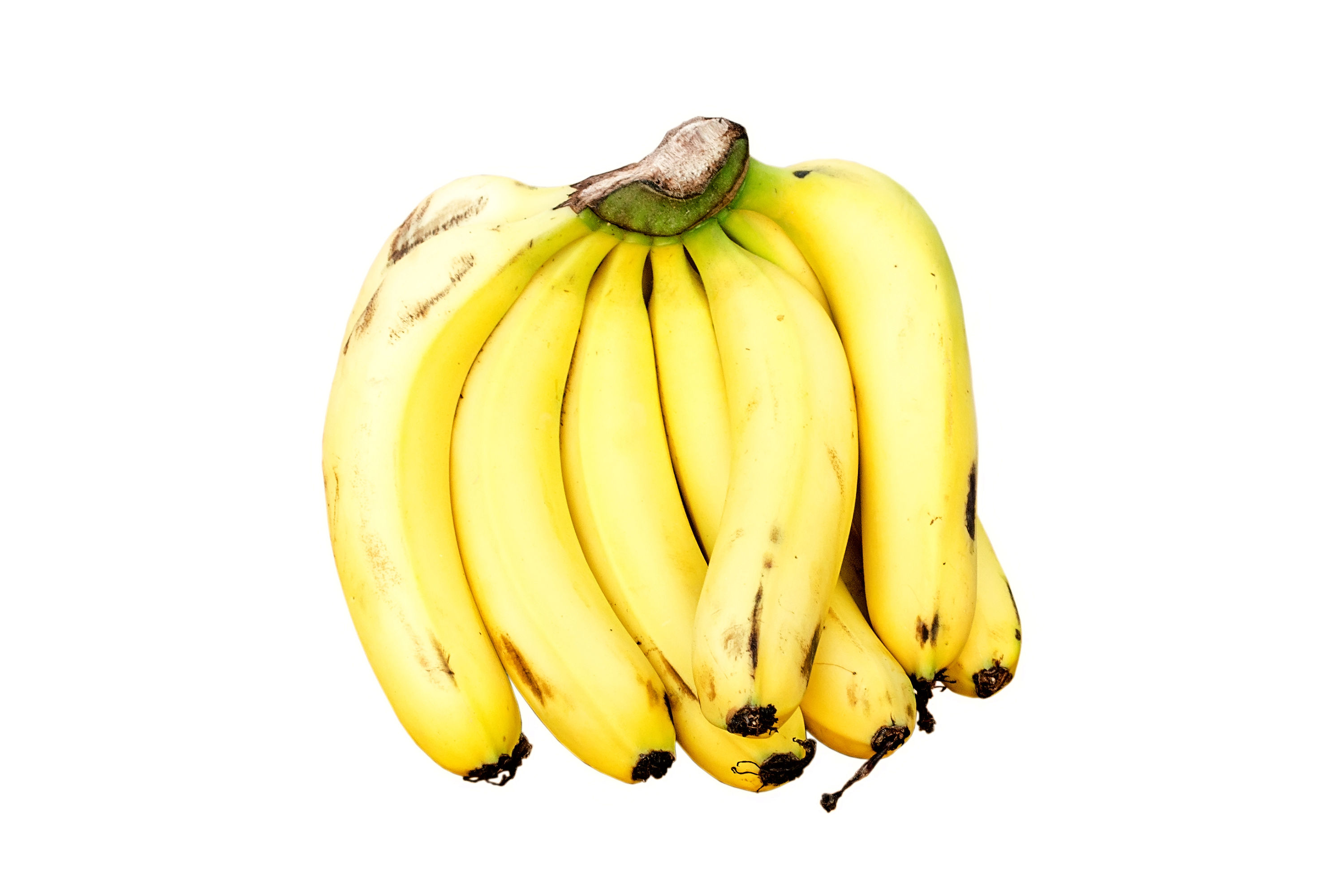
Un casco di banane Cavendish

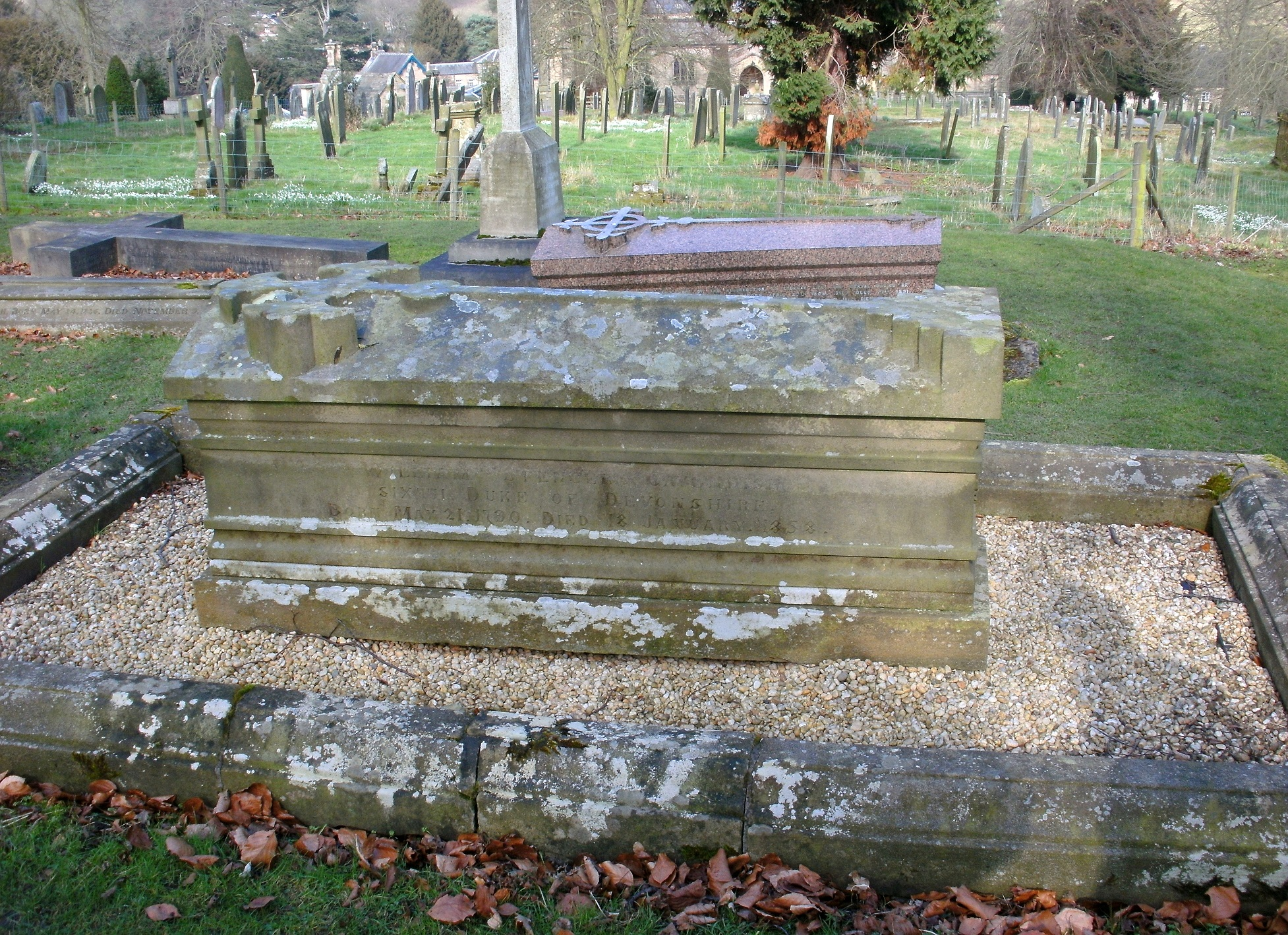
La tomba del Duca al St Peter's Churchyard di Edensor

La cultivar di banana attualmente più diffusa al mondo, la Cavendish, venne così chiamata proprio in onore del Duca di Devonshire che ne acquistò uno dei primi esemplari e dalle serre del quale la cultivar fu sviluppata per la commercializzazione.

### Ultimi anni e morte
Devonshire non si sposò mai e morì sessantasettenne nella residenza di Hardwick Hall, nel Derbyshire. Il titolo ducale passò così a suo cugino William Cavendish, II conte di Burlington.

## Ascendenza
|                                                      |                  |                                              | Genitori                                   |  |  | Nonni |  |  | Bisnonni                                     |  |  | Trisnonni                                    |  |
|                                                      |                  |                                              |                                            |  |  |       |  |  | 8. William Cavendish, III duca di Devonshire |  |  | 16. William Cavendish, II duca di Devonshire |  |
|                                                      |                  |                                              |                                            |  |  |       |  |  | 8. William Cavendish, III duca di Devonshire |  |  | 16. William Cavendish, II duca di Devonshire |  |
|                                                      |                  | 17. Rachel Russell                           |                                            |  |  |       |  |  | 8. William Cavendish, III duca di Devonshire |  |  |                                              |  |
| 4. William Cavendish, IV duca di Devonshire          |                  |                                              |                                            |  |  |       |  |  | 8. William Cavendish, III duca di Devonshire |  |  |                                              |  |
|                                                      |                  | 9. Catherine Hoskins                         | 18. John Hoskins                           |  |  |       |  |  |                                              |  |  |                                              |  |
|                                                      |                  | 9. Catherine Hoskins                         | 18. John Hoskins                           |  |  |       |  |  |                                              |  |  |                                              |  |
|                                                      |                  | 9. Catherine Hoskins                         | 19. Catherine Hale                         |  |  |       |  |  |                                              |  |  |                                              |  |
| 2. William Cavendish, V duca di Devonshire           |                  | 9. Catherine Hoskins                         |                                            |  |  |       |  |  |                                              |  |  |                                              |  |
|                                                      |                  | 10. Richard Boyle, III conte di Burlington   | 20. Charles Boyle, II conte di Burlington  |  |  |       |  |  |                                              |  |  |                                              |  |
|                                                      |                  | 10. Richard Boyle, III conte di Burlington   | 20. Charles Boyle, II conte di Burlington  |  |  |       |  |  |                                              |  |  |                                              |  |
|                                                      |                  | 10. Richard Boyle, III conte di Burlington   | 21. Juliana Noel                           |  |  |       |  |  |                                              |  |  |                                              |  |
| 5. Charlotte Elizabeth Boyle, marchesa di Hartington |                  | 10. Richard Boyle, III conte di Burlington   |                                            |  |  |       |  |  |                                              |  |  |                                              |  |
|                                                      |                  | 11. Dorothy Savile                           | 22. William Savile, II marchese di Halifax |  |  |       |  |  |                                              |  |  |                                              |  |
|                                                      |                  | 11. Dorothy Savile                           | 22. William Savile, II marchese di Halifax |  |  |       |  |  |                                              |  |  |                                              |  |
|                                                      |                  | 11. Dorothy Savile                           | 23. Mary Finch                             |  |  |       |  |  |                                              |  |  |                                              |  |
| 1. William Cavendish, VI duca di Devonshire          |                  | 11. Dorothy Savile                           |                                            |  |  |       |  |  |                                              |  |  |                                              |  |
|                                                      | 12. John Spencer | 24. Charles Spencer, III conte di Sunderland |                                            |  |  |       |  |  |                                              |  |  |                                              |  |
|                                                      | 12. John Spencer | 24. Charles Spencer, III conte di Sunderland |                                            |  |  |       |  |  |                                              |  |  |                                              |  |
|                                                      | 12. John Spencer | 25. Anne Churchill                           |                                            |  |  |       |  |  |                                              |  |  |                                              |  |
| 6. John Spencer, I conte Spencer                     | 12. John Spencer |                                              |                                            |  |  |       |  |  |                                              |  |  |                                              |  |
|                                                      |                  | 13. Georgiana Caroline Carteret              | 26. John Carteret, II conte Granville      |  |  |       |  |  |                                              |  |  |                                              |  |
|                                                      |                  | 13. Georgiana Caroline Carteret              | 26. John Carteret, II conte Granville      |  |  |       |  |  |                                              |  |  |                                              |  |
|                                                      |                  | 13. Georgiana Caroline Carteret              | 27. Frances Worsley                        |  |  |       |  |  |                                              |  |  |                                              |  |
| 3. Georgiana Spencer                                 |                  | 13. Georgiana Caroline Carteret              |                                            |  |  |       |  |  |                                              |  |  |                                              |  |
|                                                      |                  | 14. Stephen Poyntz                           | 28. William Poyntz                         |  |  |       |  |  |                                              |  |  |                                              |  |
|                                                      |                  | 14. Stephen Poyntz                           | 28. William Poyntz                         |  |  |       |  |  |                                              |  |  |                                              |  |
|                                                      |                  | 14. Stephen Poyntz                           | 29. Jane Monteage                          |  |  |       |  |  |                                              |  |  |                                              |  |
| 7. Margaret Poyntz                                   |                  | 14. Stephen Poyntz                           |                                            |  |  |       |  |  |                                              |  |  |                                              |  |
|                                                      |                  | 15. Anna Maria Mordaunt                      | 30. Lewis Mordaunt                         |  |  |       |  |  |                                              |  |  |                                              |  |
|                                                      |                  | 15. Anna Maria Mordaunt                      | 30. Lewis Mordaunt                         |  |  |       |  |  |                                              |  |  |                                              |  |
|                                                      |                  | 15. Anna Maria Mordaunt                      | 31. Mary Collyer                           |  |  |       |  |  |                                              |  |  |                                              |  |
|                                                      |                  | 15. Anna Maria Mordaunt                      |                                            |  |  |       |  |  |                                              |  |  |                                              |  |

## Libri pubblicati
- Fifty Years and More of Sport in Scotland (1933)[1]
- Memories of Racing and Hunting (1935)[1]
- Men, Women and Things (1937)[1]